# Панетій
Панетій (грец. Παναίτιος) з Родосу, (бл. 185 — бл. 110 до н. е.) — філософ-стоїк, керівник стоїчної школи в Афінах. Багато писав на етичні теми, зробив багато для популяризації стоїчної філософії у Римській республіці.
Основним твором Панетія вважається трактат «Про обов'язки» (грец. περὶ τοῦ καθήκοντος), який складається з трьох книг.